# Valsurbio

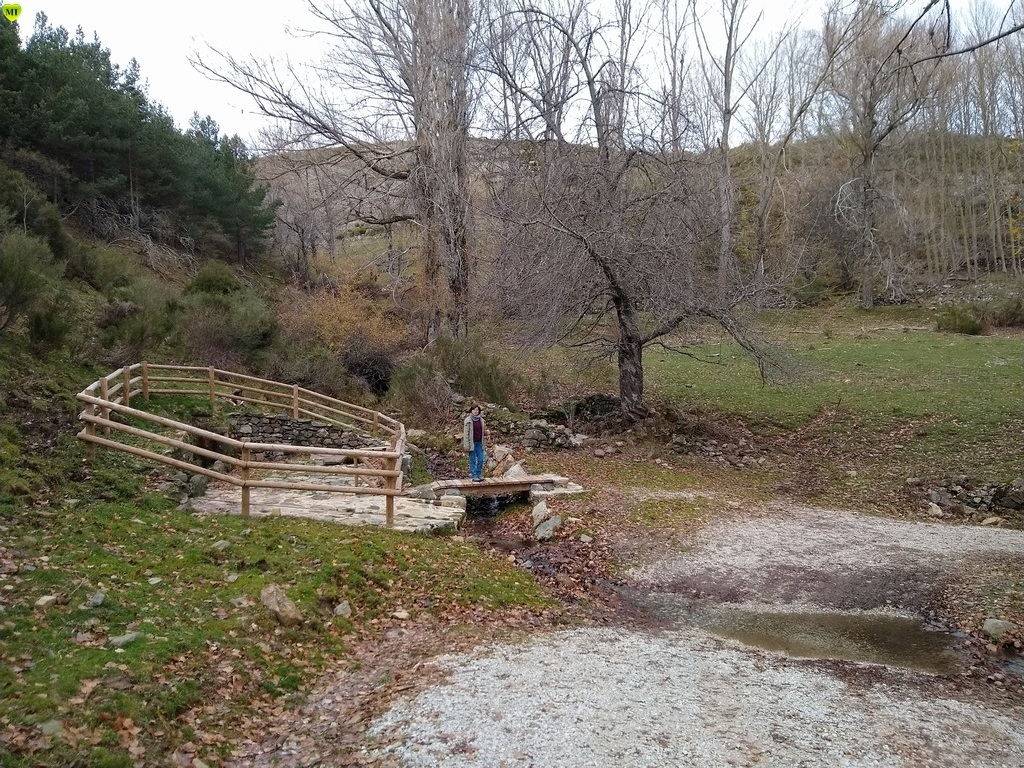
Acceso al pueblo desde el refugio de Cristo Sierra.

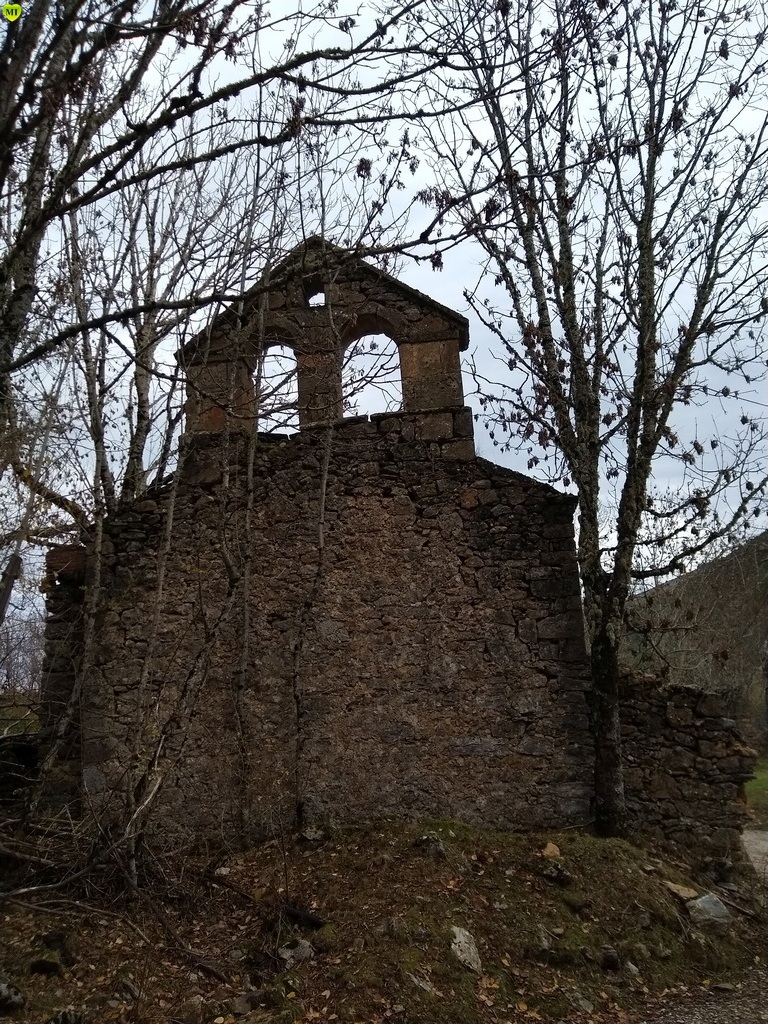
Espadaña de la iglesia.

Valsurbio es una localidad desaparecida en la década de 1960. Pertenecía al ayuntamiento de Camporredondo de Alba posteriormente anexionado al ayuntamiento de Velilla del Río Carrión, en la Provincia de Palencia, comunidad autónoma de Castilla y León, en España. Se encuentra a unos 1475 m de altitud, lo que la convierte en la localidad más alta de la provincia.

## Historia
A la caída del Antiguo Régimen la localidad se constituye en municipio constitucional y que en el censo de 1842 contaba con 18 hogares y 94 vecinos, para posteriormente integrarse en Camporredondo de Alba.
El municipio de Camporredondo de Alba se incorporó al de Velilla del Río Carrión en el año 1974.
Tenía alrededor de 100 vecinos, era una población dedicada a la agricultura y ganadería de subsistencia. Los fríos inviernos, la inexistencia de electricidad y la inviabilidad de la agricultura y ganadería provocaron que sus gentes emigraran a otras poblaciones buscando una mejor calidad de vida.
La Junta Vecinal de Valsurbio se disolvió el 13 de febrero de 1973.

## Acceso
El acceso al despoblado se realiza a través de algunas pistas aptas para vehículos todoterreno o bicicleta de montaña, desde los siguientes puntos:
- Desde el Santuario del Brezo a través del refugio de Cristo Sierra.
- Desde Valcobero, y también desde Cristo Sierra (unos 4 km) y de ahí a Valsurbio (otros 4 km).
- Desde Camporredondo de Alba.